# Claude Antoine Clériadus de Choiseul La Baume
Pour les articles homonymes, voir Choiseul et Baume.
Claude Antoine Clériadus de Choiseul La Baume, né le 5 octobre 1733 à Nancy (Meurthe-et-Moselle), mort guillotiné le 4 mai 1794 à Paris, est un aristocrate et général de division français, guillotiné pendant la Révolution française.

## États de service
Fils de Charles Marie, lieutenant général, et d’Anne Marie de Bassompierre, il entre en service le 5 juin 1746, comme cornette au régiment de La Rochefoucauld-cavalerie, qu’il rejoint en Italie. Le 10 août 1746, il se trouve au combat de Tidon, et à la défense de la Provence, puis de 1747 à 1748, il sert sur les frontières du Piémont.
Le 1er février 1749, il est nommé deuxième cornette de la compagnie des chevau-légers de la Reine, avec rang de lieutenant-colonel de cavalerie, puis il devient successivement lieutenant et capitaine des gardes du corps du roi de Pologne, duc de Lorraine et de Bar, et chambellan de ce prince jusqu’en 1753.
De retour en France, il obtient une commission de mestre de camp de cavalerie le 15 juin 1753, et la lieutenance générale du gouvernement de Champagne au département de Chaumont et dépendance, en survivance de son père, le 18 juillet 1755.
En 1757, il fait la campagne d’Allemagne, et il est nommé enseigne de la compagnie des gendarmes d’Orléans le 29 novembre suivant. Il se trouve avec cette compagnie, à la bataille de Lutzelberg le 10 octobre 1758, et à la bataille de Minden le 1er août 1759.
Le 19 avril 1760, il devient sous-lieutenant dans la compagnie des gendarmes écossais, et il combat à Warburg le 31 juillet 1760, et à Clostercamp le 15 octobre 1760. Le 20 février 1761, il est nommé mestre de camp d’un régiment de dragons à son nom, et il reçoit un brevet de brigadier de dragons le même jour. Les 15 et 16 juillet 1761, il se trouve à la bataille de Filinghausen, et le 30 août 1762, à celle de Johannesberg.
En mai 1763, il est promu maréchal de camp, pour prendre rang au 25 juillet 1762, et il prend les fonctions d’inspecteur général de la cavalerie l’année suivante. Il est élevé au grade de lieutenant-général le 5 décembre 1781.
En 1787, il succède à Monsieur de Stainville comme Commandant de province en Lorraine, et s'installe au Château de La Malgrange.
Arrêté, il est condamné  à mort et guillotiné le 4 mai 1794 à Paris.
Père de Claude-Antoine-Gabriel, duc de Choiseul en succession de son oncle par alliance le ministre de Louis XV.

## Sources
- Pierre Jullien de Courcelles, Dictionnaire historique et biographique des généraux français : depuis le onzième siècle jusqu'en 1822, Tome 4, l’Auteur, 1822, 380 p. (lire en ligne), p. 171.
- « Archives nationales »